# Diplothylacus sinensis
Diplothylacus sinensis is een krabbezakjessoort uit de familie van de Thompsoniidae. De wetenschappelijke naam van de soort is voor het eerst geldig gepubliceerd in 1877 door Keppen.